# Thomas Vierich
Thomas Askan Vierich (* 1964 in Hannover) ist ein deutscher Gastro-Redakteur und Kriminalroman-Autor.

## Werdegang
Seit dem 14. Lebensjahr schrieb Vierich Geschichten und Songtexte. Anfang der 1980er hatte er seine erste Veröffentlichung in einer kleinen Literaturzeitschrift. Er schreibt Krimigeschichten und gastronomische Beiträge.
Für das Buch Aroma – die Kunst des Würzens (mit Thomas A. Vilgis) verlieh die Gastronomische Akademie Deutschlands 2013 die Auszeichnung Goldene Feder.
Er lebte viele Jahre in Berlin und seit 2002 in Wien.

## Auszeichnungen
- 2007: Friedrich-Glauser Preis (Nominierung) für den Roman Tödliche Delicatessen[5]
- 2013: Goldene Feder der Gastronomischen Akademie Deutschlands für Aroma – Die Kunst des Würzens mit Thomas Vilgis[4]

## Veröffentlichungen
- Herausgeber: Best of Vienna 2/07. 2007, Falter Verlags-Gesellschaft 2007, ISBN 978-3-85439-388-7.
- Blutgasse. Haymon-Taschenbuch, Innsbruck 2009.
- mit Thomas A. Vilgis: Aroma – die Kunst des Würzens. Stiftung Warentest. Berlin 2012, ISBN 978-3-86851-049-2.
- mit Thomas A. Vilgis: Aroma Gemüse – der Weg zum perfekten Geschmack. Stiftung Warentest, Berlin, ISBN 978-3-658-21389-3.
- mit Thomas A. Vilgis: Aroma essenziell – die praktische Kunst des Würzens. Stiftung Warentest, Berlin, ISBN 978-3-7471-0274-9.
- mit Berndt Anwander: Praterglück. Atlantik, Hamburg 2015.
- Beitrag in: Tatort Heuriger: 13 Kriminalgeschichten aus Wien. Falter Verlag 2015.
- Tödliche Delikatessen., Atlantik, Hamburg 2016.
- mit Lena Elster: Sehr schnell kochen. Stiftung Warentest, Berlin 2018, ISBN 978-3-86851-461-2.